# Stenoschizomus tejeriensis
Stenoschizomus tejeriensis är en spindeldjursart som beskrevs av González-Sponga 1997. Stenoschizomus tejeriensis ingår i släktet Stenoschizomus och familjen Hubbardiidae. Inga underarter finns listade i Catalogue of Life.